# Limenitis rufopunctata
Limenitis rufopunctata är en fjärilsart som beskrevs av Lucas 1923. Limenitis rufopunctata ingår i släktet Limenitis och familjen praktfjärilar. Inga underarter finns listade i Catalogue of Life.